# Yeva
Yeva é um filme de drama armênio de 2017 dirigido e escrito por Anahit Abad. Foi selecionado como representante de seu país ao Oscar de melhor filme estrangeiro em 2018.

## Elenco
- Narine Grigoryan
- Shant Hovhannisyan
- Marjan Avetisyan
- Rozi Avetisyan